# Vélodrome Luis Carlos Galán
Le vélodrome Luis Carlos Galán est un vélodrome situé à Bogota, en Colombie.  

## Histoire
Il porte le nom du politicien colombien Luis Carlos Galán.
En 1995, le vélodrome accueille les Championnats du monde de cyclisme sur piste.

## Caractéristiques
Elle contient une piste de 333 m et une tribune d'environ 2 000 places.

## Compétitions
- Championnats du monde de cyclisme sur piste 1995